# Romela N. Dadajan

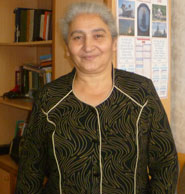
Romela Dadajan

Romela Nikolaji Dadajan (armenisch Ռոմելա Նիկոլայի Դադայան; * 22. Oktober 1951 in Madras im Rayon Şamaxı der Aserbaidschanischen SSR) ist eine Politikerin der Partei Freie Heimat im De-facto-Regime Republik Arzach, das völkerrechtlich zu Aserbaidschan gehört.

## Leben und Karriere
Dadajan studierte an der Fernabteilung der Fakultät für armenische Sprache und Literatur an der pädagogischen Universität in der Stadt Stepanakert. Von 1968 bis 1973 arbeitete Dadajan im Dorf Madras in Schamachi als Hauptpionierleiterin. Von 1973 bis 1974 arbeitete sie als Lehrerin für armenische Sprache und Literatur in der Hauptschule im Dorf Tschajlughi in Martakert. 1974 wechselte sie an den Kindergarten N 4 in Stepanakert und ab 1979 war sie Erzieherin in einer allgemeinbildenden Internatsschule.
Seit 1979 arbeitete sie in der Schule N 1 in Stepanakert als Organisatorin der außerunterrichtlichen Arbeit. Dort wurde sie 1988 stellvertretende Direktorin. Seit 1994 ist sie Direktorin der Schule.
Am 19. Juni 2005 wurde sie bei den Wahlen zur vierten Nationalversammlung der nicht anerkannten Republik Arzach nach Verhältniswahl durch Wahlliste der Partei „Freie Heimat“ als Abgeordnete der Nationalversammlung Arzach gewählt. Sie war Mitglied des ständigen Ausschusses des Nationalrates für soziale Fragen. Am 23. Mai 2010 wurde sie bei den Wahlen zur fünften Nationalversammlung nach Verhältniswahl als Kandidat der Parteiwahlliste „Freie Heimat“ als Abgeordnete gewählt. Sie ist Mitglied des ständigen Ausschusses für Kultur und Wissenschaft sowie für die Jugend und Sportfragen. In ihrer Partei bekleidet sie das Amt der Sekretärin.
Dadajan ist verheiratet und hat drei Kinder.